# مسجد سرايونو
مسجد سراييونو (بالتركية: Sarayönü Camii)، والمعروف أيضًا باسم مسجد السراي، هو مسجد في مدينة نيقوسيا المسورة، قبرص، ويقع حاليًا في شمال نيقوسيا. وهو قريب جدًا من ساحة سراييونو وكان تاريخيًا في الساحة.

## تاريخ
يعتقد كاميل إنلارت أن موقع المسجد كان موطن لكنيسة كرملية في القرنين الرابع عشر والخامس عشر، أثناء حكم لوزينيان والبندقية . وكان له قبة واحدة، ويقال إنه كان محاطًا بمقبرة، حيث دفن ملك القدس، ودوق نورماندي ، ونبلاء آخرين. بعد الفتح العثماني لقبرص عام 1571، تم وضع معسكر للجيش في ساحة سرايونو وتم تحويل الكنيسة الكرملية إلى مسجد لتسهيل عبادة الجنود. كان الجزء الخارجي من المبنى المُحوّل يعرض العمارة القوطية بينما كان الجزء الداخلي يعرض العمارة العثمانية الكلاسيكية. وقد أطلق عليه باللغة التركية اسم "مسجد أردونو" أي " مسجد الجبهة الأمامية للجيش".
في وقت لاحق و خلال الحكم العثماني ، تم بناء مسجد جديد بدلا من الكنيسة الكرملية السابقة. تاريخ بناؤه الدقيق ليس من المؤكد، لكن هناك بعض المصادر التي تقدر بناؤه ما بين الفترة 1690-1691، و ينسب الى كينجي (كيليتش) علي باشا، في حين ان البعض الاخر يتوقع ان بناؤه تم ما بين 1820-1824، و ينسب الى علي باشا. بني المسجد من الداخل على نظام العمارة العثمانية التقليدية ، حيث كان له سقف مدعوم بقوسين حادين و مئذنة غير مزخرفة. و في عام 1873، كتب الراهب أ.ل. سالفاتور ، الذي زار المسجد، ان هناك تابوتا عليه نقوش يونانية يقع في ساحة المسجد، حيث كان يستخدم للوضوء قبل الصلاة. و في عام 1980، تم نقل التابوت الى ساحة مسجد حيدر باشا.
تم تدمير المسجد في زلزال في يناير 1900. قام المهندس المعماري البريطاني فينتون أتكينسون برسم مخططات المسجد الحالي في نفس العام. يقال أن أتكينسون استوحى فكرته من ذكرياته عن الأندلس . بدأ بناء المسجد الحالي في 26 نوفمبر 1901 وانتهى على الأرجح في عام 1903.
بعد الصراع الطائفي (عيد الميلاد الدامي) عامي 1963 و1964، لم يكن لدى القبارصة الأتراك مبنى متاح لإجراء مراسم الزواج الرسمية. وبذلك تم تحويل المسجد إلى مكتب للزواج. ويُزعم أنه تم إزالة السجاد عن الأرض وتم وضع المقاعد في المسجد. عام 2004، وبعد ضغوط من الدوائر الإسلامية المحافظة والمعتدلة في تركيا، بما في ذلك صحيفة زمان الوطنية، تم تحويله مرة أخرى إلى مسجد.

## الهندسة
تم تصميم المسجد على الطراز المعماري المغربي، ولكنه يتضمن أيضًا بعض التأثيرات الهندية. ومع ذلك، فإن تصميمه مستطيل الشكل، وبالتالي يتوافق مع النمط القبرصي التقليدي. وتتكون واجهته الأمامية، التي تظهر عليها التأثيرات الأجنبية، من خمسة أجزاء ذات أقواس حادة على شكل حدوة حصان. المئذنة، التي تعود إلى المسجد العثماني السابق، مصنوعة من الحجر وتقف منفصلة عن الجسم الرئيسي للمسجد.

## معرض الصور

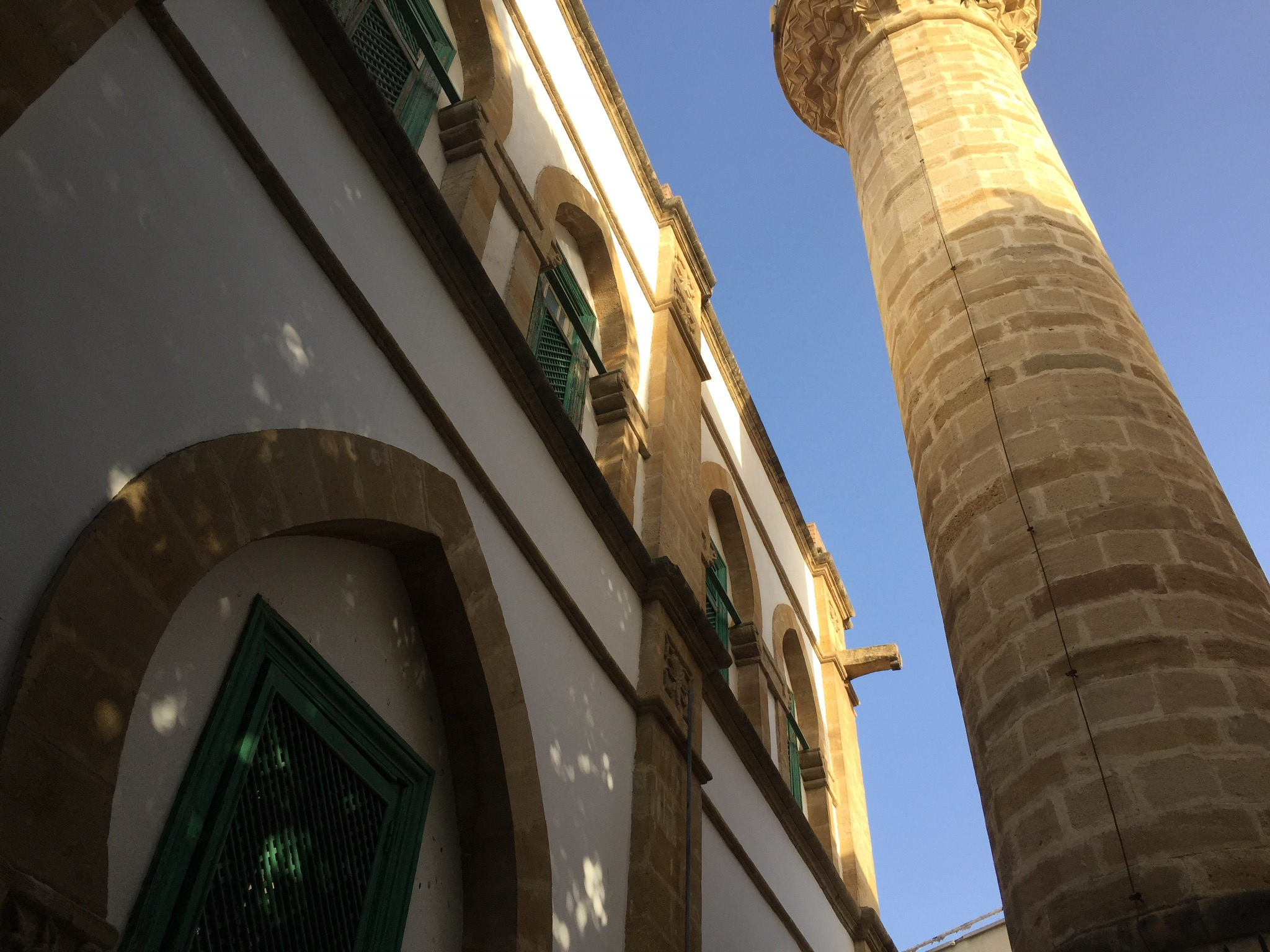
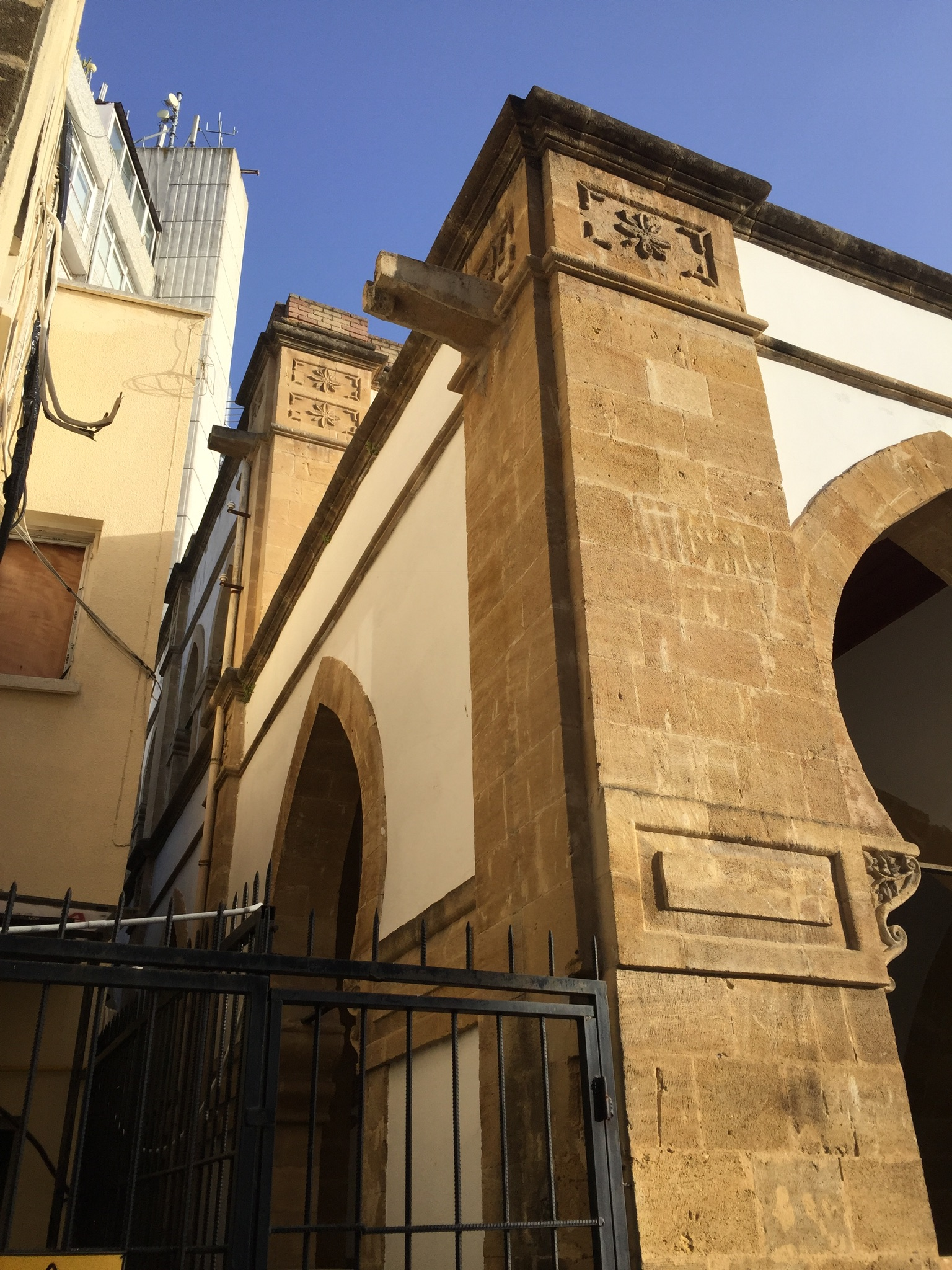
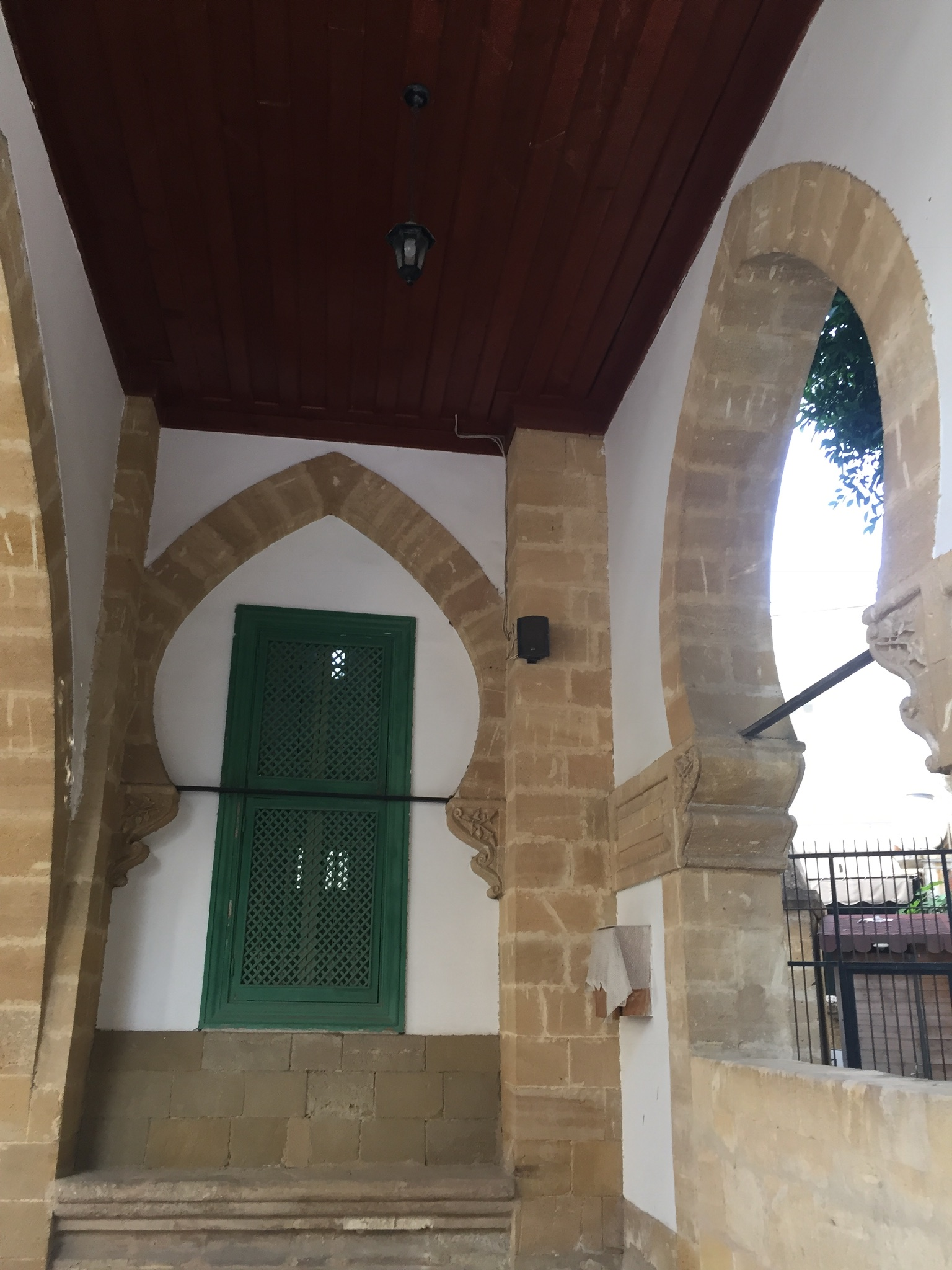
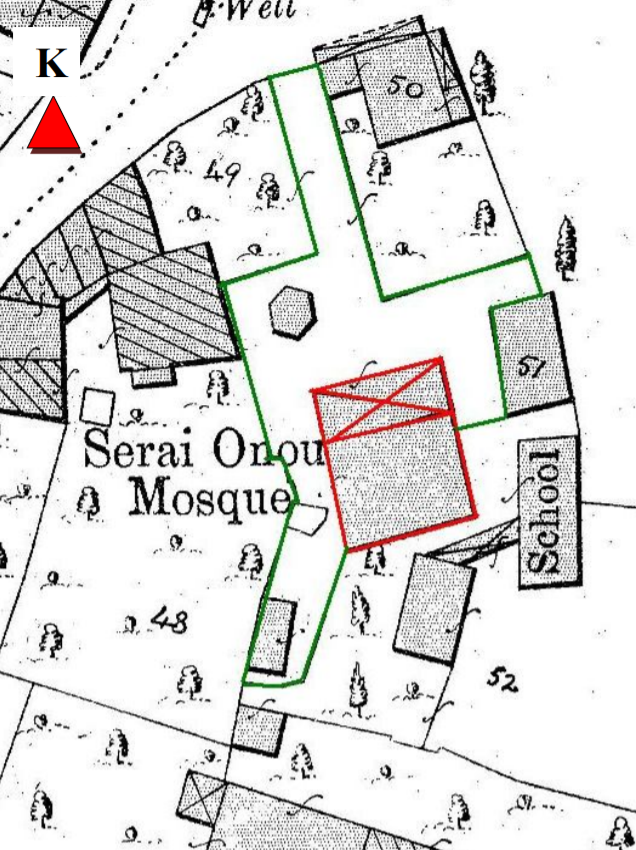
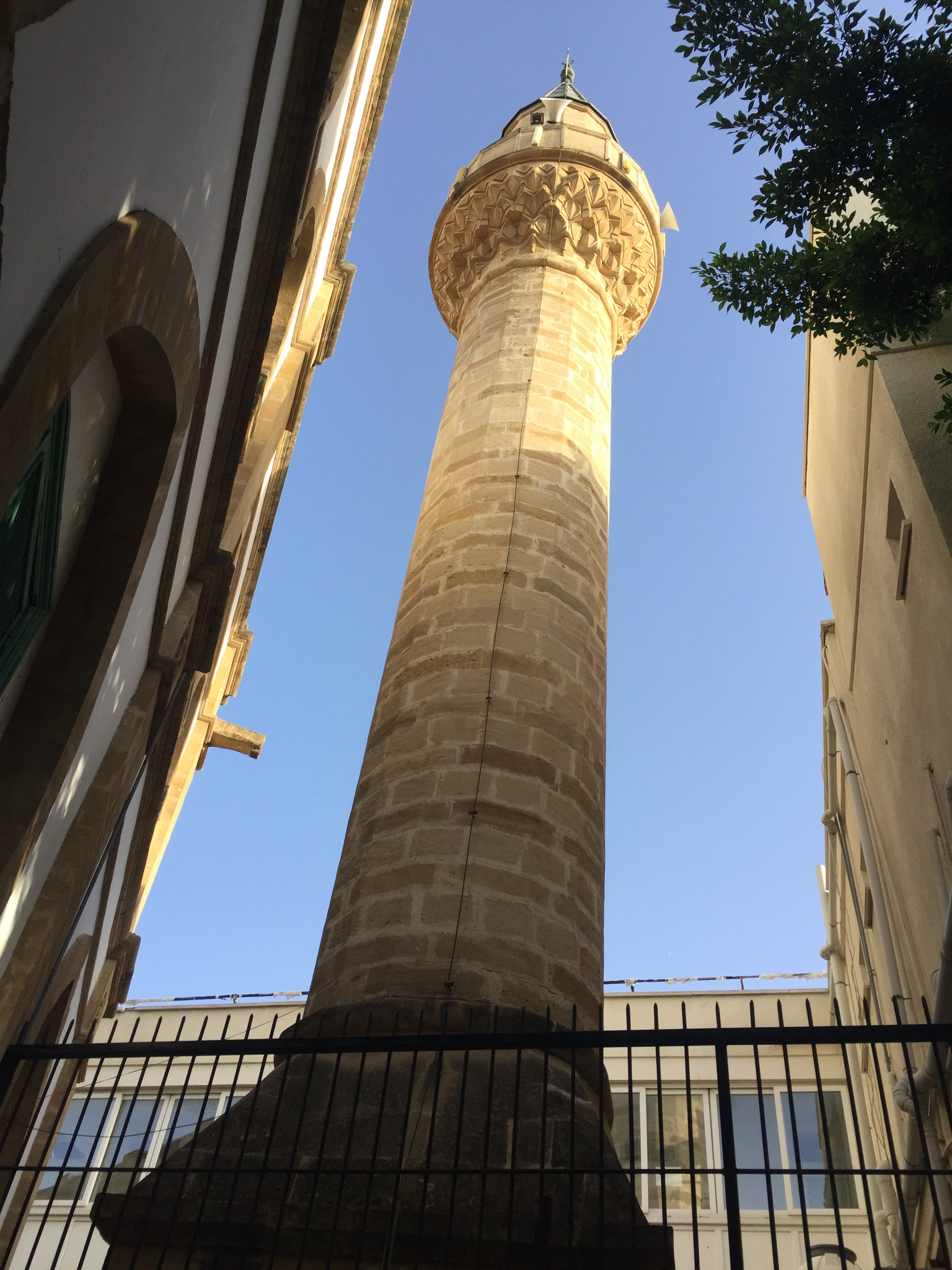
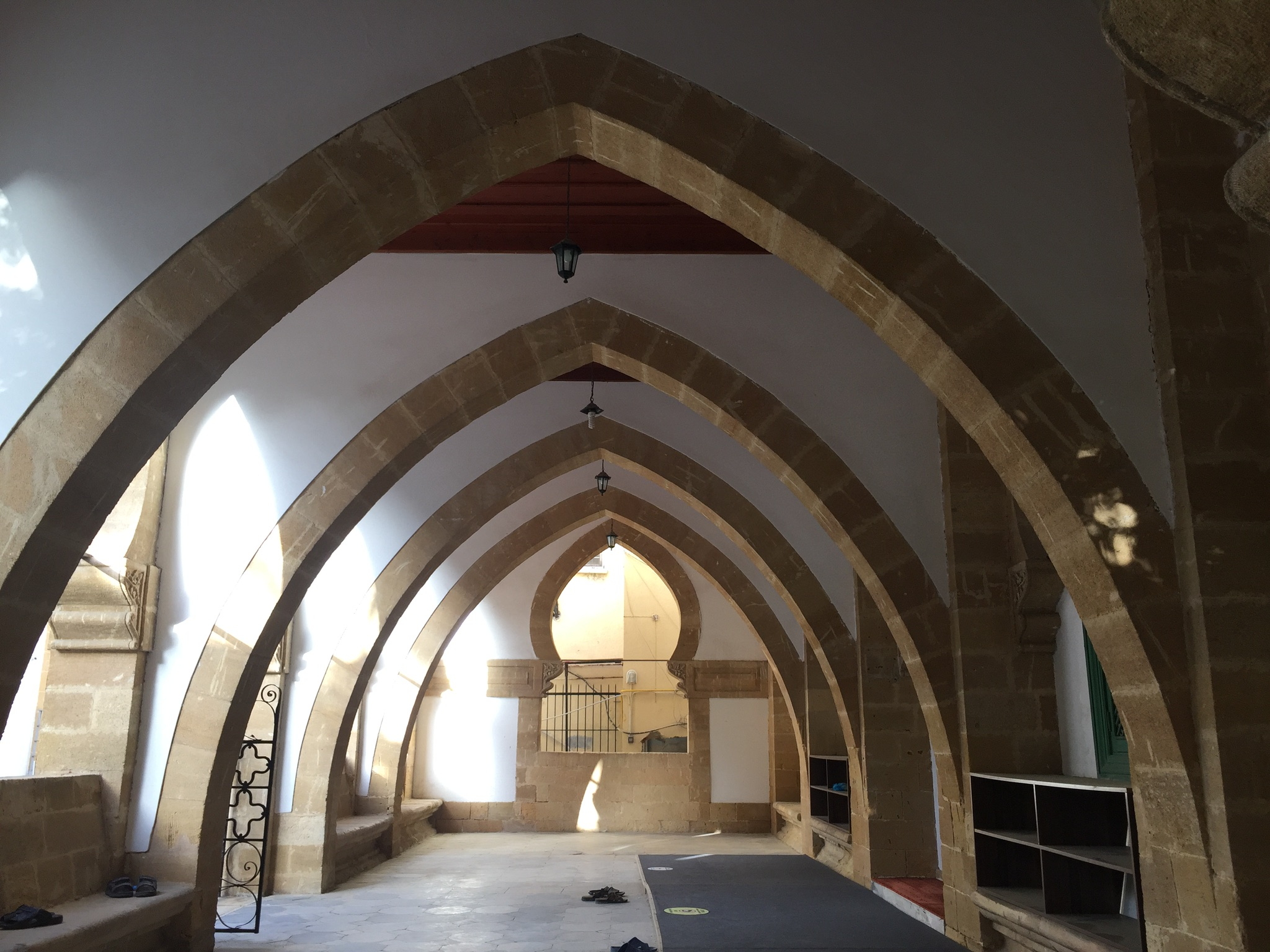
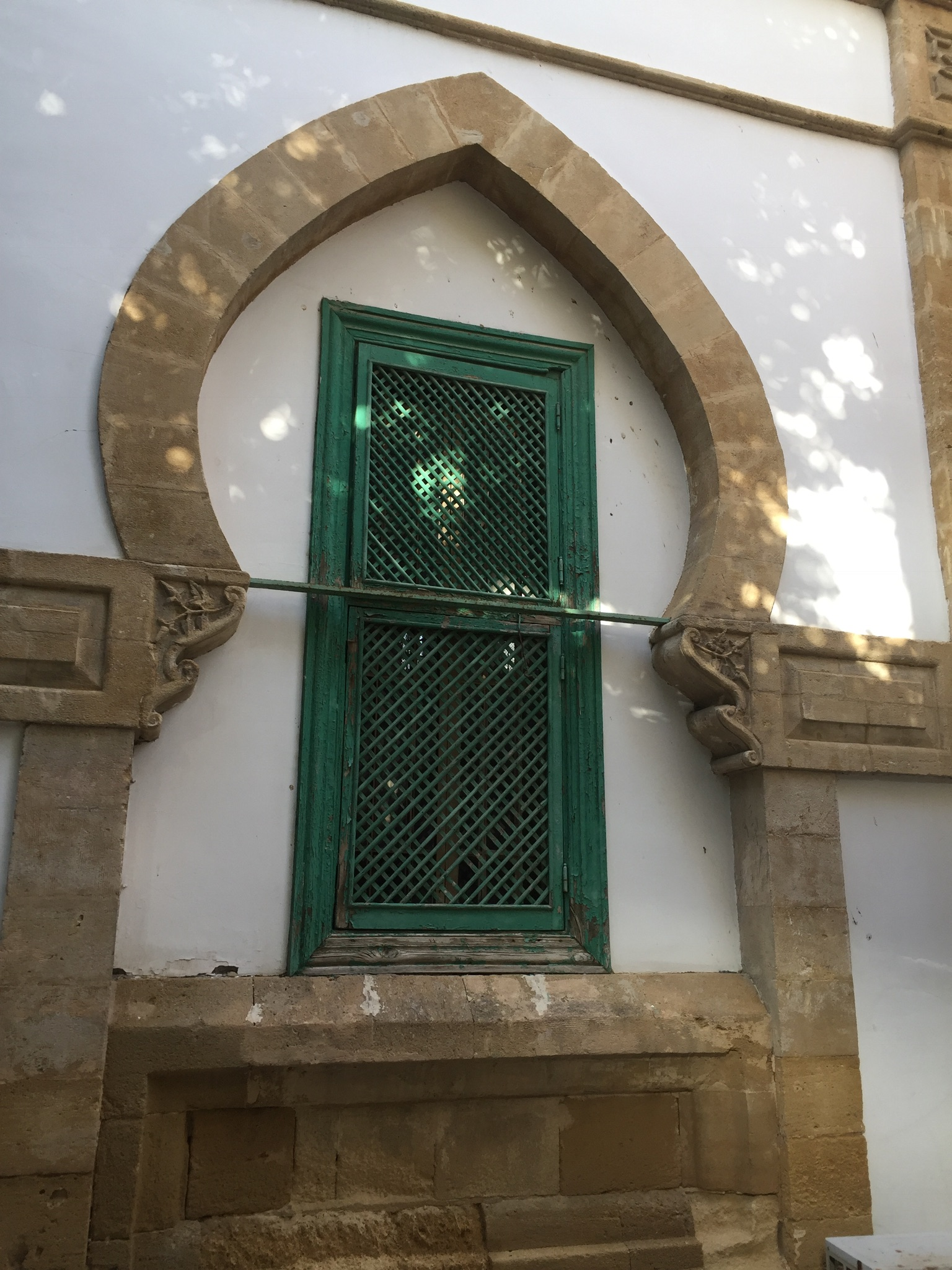
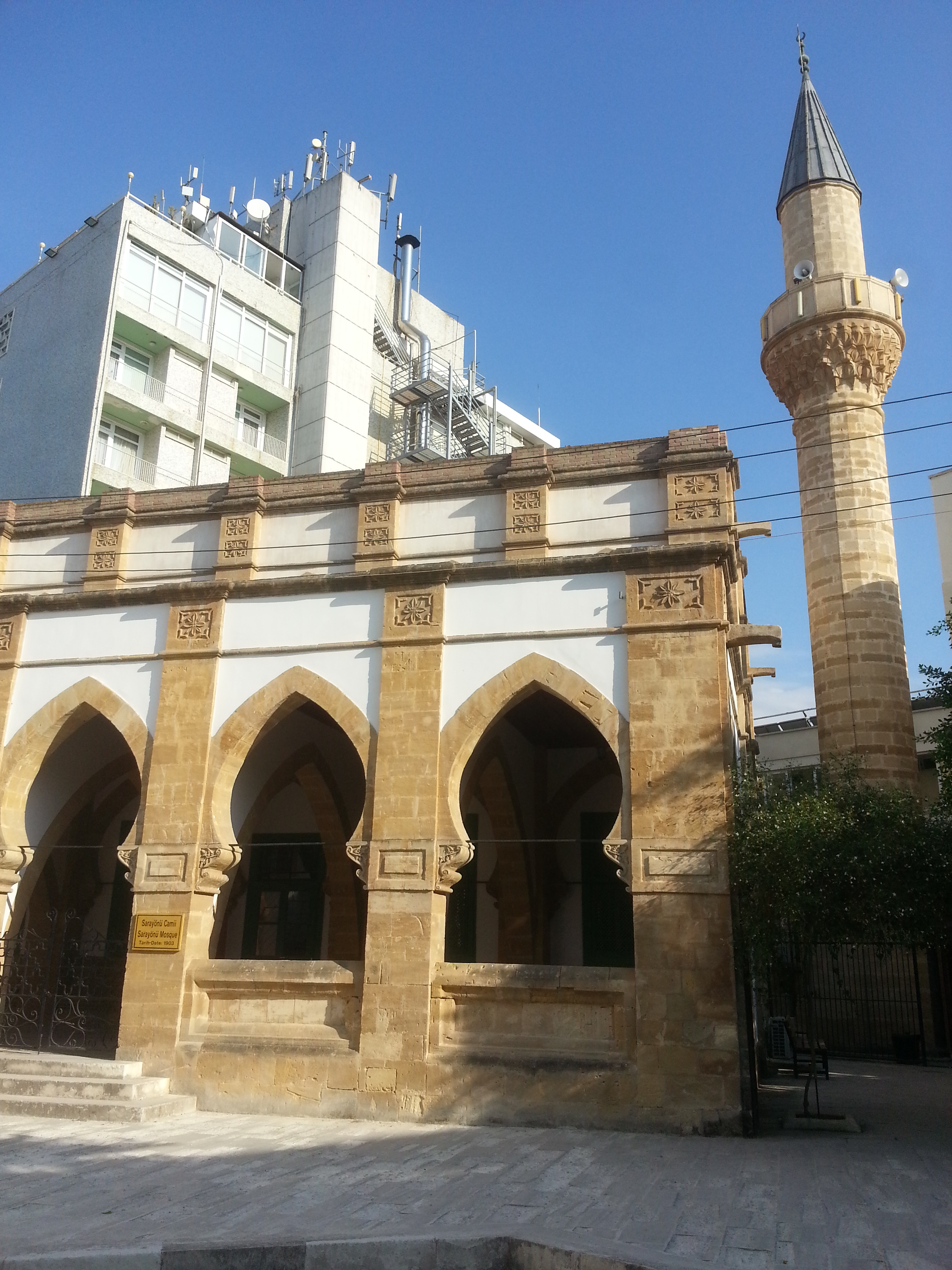
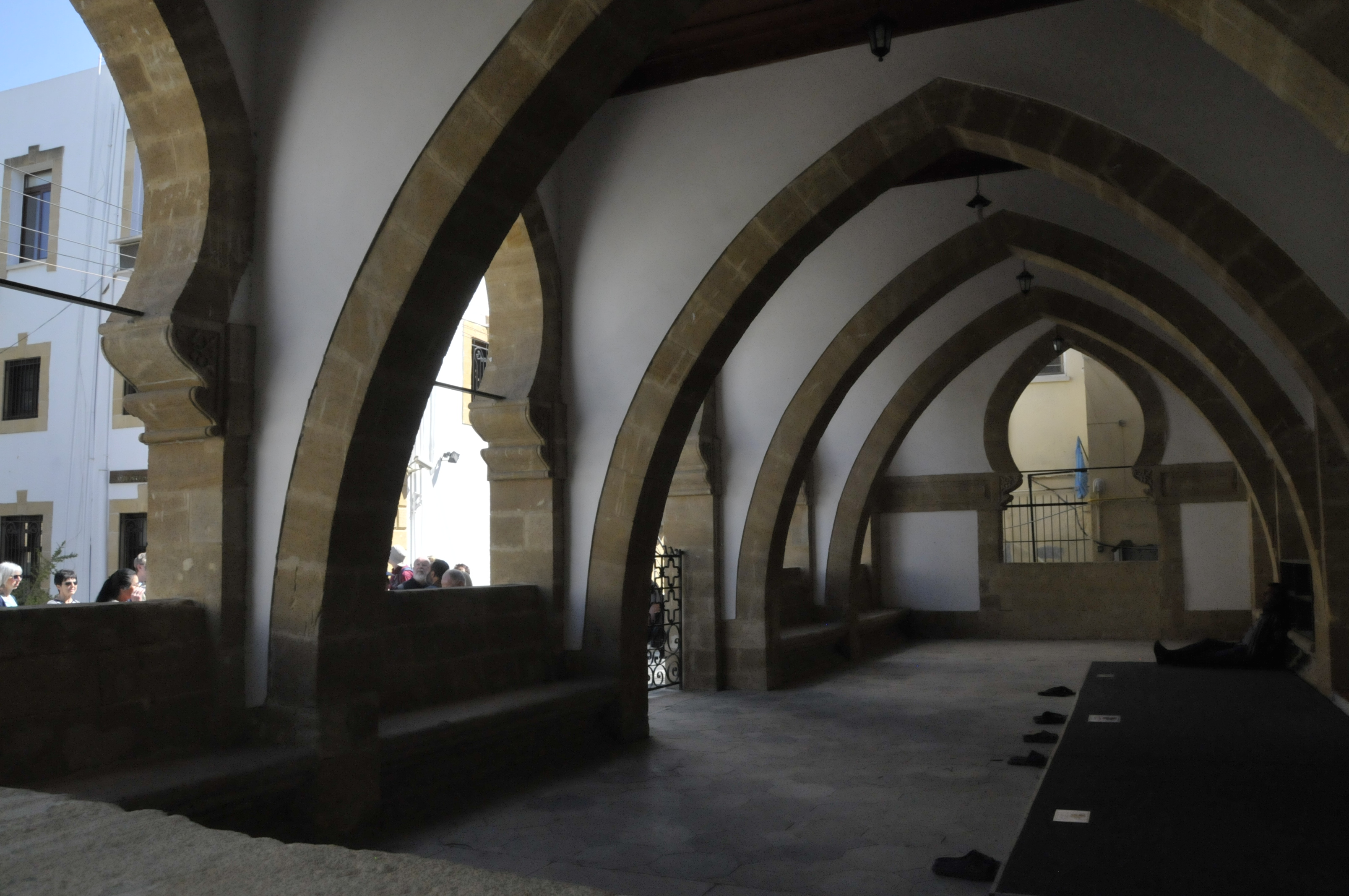
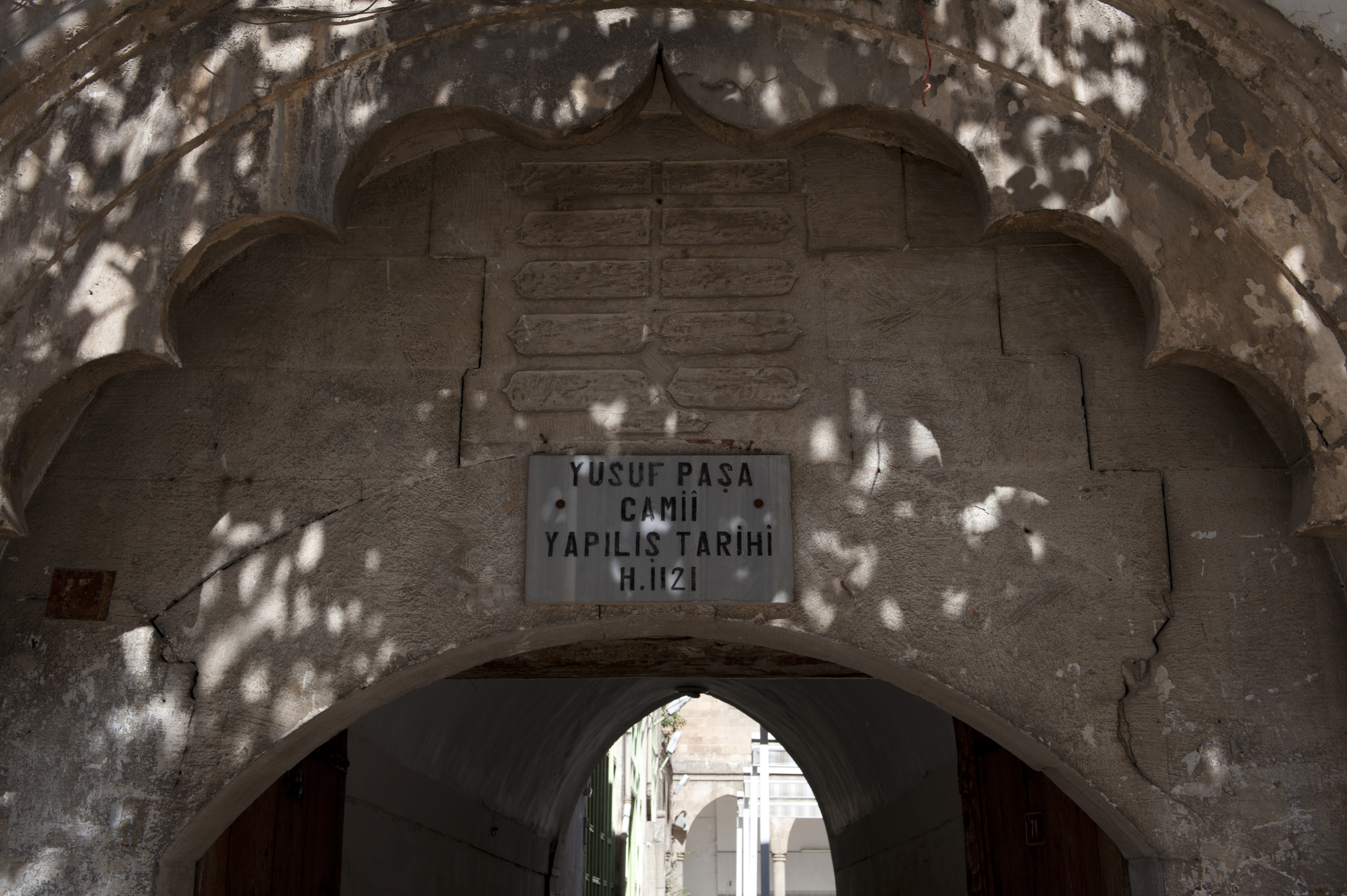